# Айнгайт (Рудольштадт)
ФК «Айнгайт» Рудольштадт (нім. FC Einheit Rudolstadt) — німецька футбольна команда з міста Рудольштадт, Тюрингія. Свої домашні ігри проводить на Муніципальному стадіоні Гейнепарк. Нині виступає в п'ятій за престижністю німецькій футбольній лізі — у Оберлізі Південь.
Із 2015 по 2016 рік за команду виступав Михайло Кополовець.